# 柴田奈美
柴田 奈美（しばた なみ、1958年5月6日 - ）は、俳人・日本近代文学研究者、岡山県立大学教授。

## 人物・来歴
岡山生まれ。1981年岡山大学教育学部小学校教員養成課程卒、89年同大学院教育学研究科国語教育博士課程満期退学、2000年「正岡子規の俳句における伝統の継承と革新: 俳句分類作業を通して見た子規俳句の研究」で安田女子大学大学院日本文学博士後期課程修了・文学博士。1981-89年岡山県中学校教諭。1989年岡山県立短期大学専任講師、93年岡山県立大学短期大学部専任講師、97年助教授、2004年岡山県立大学デザイン学部助教授、07年准教授、教授。

## 著書
- 『戦後における俳句教材史の研究 小学校・中学校国語教科書の場合』芸風書院, 1989.9
- 『俳句表現の研究』大学教育出版, 1994.2
- 『子規・漱石・虚子 その文芸的交流の研究』本阿弥書店, 1995.6
- 『子どもの言葉と児童文学』大学教育出版, 1996.4
- 『天啓 句集』本阿弥書店, 1997.3
- 『正岡子規と俳句分類』思文閣出版, 2001.12
- 『黒き帆 句集』ふらんす堂, 2007.4

### 共編著
- 『現代俳句最前線 下巻』田中裕明、辻恵美子、夏井いつき、仙田洋子、皆吉司ほか共著. 北溟社, 2003.4
- 『保育内容「言葉」と「国語」』編著. 西日本法規出版, 2003.9

## 論文
- <柴田奈美